# كلاي ستابلتون
كلاي ستابلتون (بالإنجليزية: Clay Stapleton)‏ هو لاعب كرة قدم أمريكية أمريكي، ولد في 24 يونيو 1921 في جينكينز في الولايات المتحدة، وتوفي في 30 أكتوبر 2014 في مارشال في الولايات المتحدة.